# Hugo Stintzing
Hugo Stintzing (* 10. August 1888 in München; † 11. Dezember 1970 in Darmstadt) war ein deutscher Hochschullehrer für Physik.

## Leben

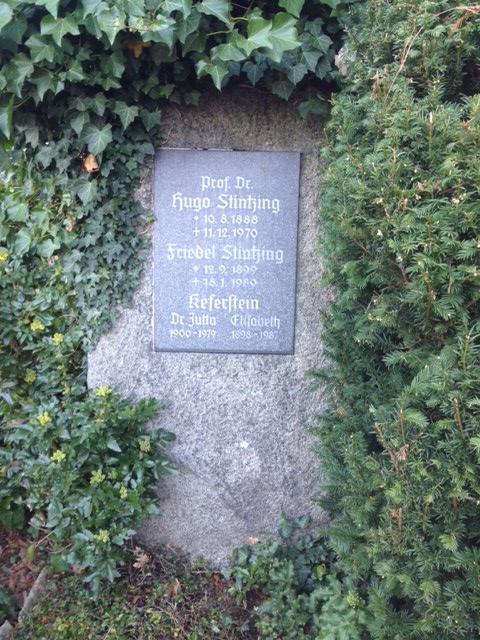
Grabstein Hugo Stintzings u. a. auf dem Alten Friedhof in Darmstadt

Hugo Stintzing wurde 1888 als Sohn des Roderich Stintzing (1854–1933), Geheimer Medizinalrat und Professor für Innere Medizin,  in München geboren. Er studierte nach dem Abitur Chemie und Hüttenkunde an der TH München, TH Darmstadt, Universität Freiburg, Leipzig und der TH Berlin. Im Mai 1911 schloss er sein Studium mit dem Titel Diplomingenieur an der TH Berlin ab. Ab 1913 war er Assistent an der Photochemischen Abteilung des Physikalisch-Chemischen Instituts der Universität Leipzig. Seine Dissertation zum Thema Der Einfluss des Lichts auf kolloide Systeme wurde 1914 veröffentlicht. Den Dr. phil. erhielt er am 12. Januar 1915 von der Universität Gießen.
Zu diesem Zeitpunkt war er bereits Kriegsteilnehmer. Im Ersten Weltkrieg war er Artilleriebeobachter und Batterieführer. Er hatte den Rang eines Leutnants der Reserve.
Ab 1918 war er Assistent am Physikalisch-Chemischen Institut der Universität Gießen. Dort habilitierte er sich 1923 mit einer Arbeit über Röntgenographisch-chemische Untersuchungen. Danach war er Privatdozent für physikalische Chemie und Technik an der Universität Gießen. Am 4. Juli 1928 wurde er zum außerplanmäßigen Professor für Physikalische Chemie an der Universität Gießen ernannt. Er erhielt Lehraufträge für Röntgenspektroskopie.
Stintzing wurde mit Wirkung vom 1. April 1936 an die TH Darmstadt versetzt. Er sollte auf Wunsch des zuständigen Ministeriums die Stelle von Paul Knipping einnehmen, der 1929/30 an der TH Darmstadt ein Institut für Röntgenphysik und -technik gegründet hatte und im Oktober 1935 bei einem Motorradunfall überraschend verstorben war. Stintzing erhielt für das Sommersemester 1936 zunächst einen Lehrauftrag. Nach Abschluss des förmlichen Verfahrens wurde er am 1. Oktober 1936 zum Direktor des Instituts für Röntgenphysik und -technik an der TH Darmstadt ernannt.
Trotz mehrfacher Versuche der TH, seine berufliche Position zu verbessern, gelang dies erst 1939. Nachdem eine interne Kommission bestehend aus Hans Rau, Otto Scherzer, Wolfgang Finkelnburg und Alwin Walther ihm sehr gute wissenschaftliche Erfolge bescheinigte, wurde er am 6. September 1939 zum außerplanmäßigen Professor ernannt. Am 10. Juni 1943 wurde er beamteter, außerordentlicher Professor für Röntgenphysik und -technik der TH Darmstadt. Bereits 1942 wurde das Röntgen-Institut von Stintzing als "Wehrwirtschaftsbetrieb" eingestuft, womit bestimmte Privilegien für das Institut verbunden waren. Seine Forschungen wurden vom Reichsforschungsrat als kriegswichtig eingestuft und mit hohen Summen gefördert.
Hugo Stintzing trat am 1. Mai 1933 sowohl in die NSDAP als auch in die SA ein. In der NSDAP war er Schulungsleiter im Range eines Blockleiters. Von September 1938 bis Juni 1940 hatte er das Amt des NS-Dozentenbundführers an der TH Darmstadt inne. Damit gehörte er neben Karl Lieser und Friedrich List zu den wichtigen Stützen des NS-Regimes an der TH Darmstadt und Vertrauter von Gauleiter Jakob Sprenger. In der SA bekleidete er den Rang eines Rottenführers.
Am 8. Oktober 1945 wurde er von der amerikanischen Militärregierung aus dem Hochschuldienst entlassen. Anfang 1946 wurde er von der Militärregierung sogar interniert. Mit seiner Entlassung und Internierung erfolgte das Aus für das der TH Darmstadt angegliederte Institut für Röntgenphysik und Röntgentechnik. Sein Institut wurde dem Institut von Richard Vieweg zugeschlagen. Eine Rückkehr an die Hochschule wurde ausgeschlossen.
Ein erster Antrag auf Emeritierung, der 1954 von der Fakultät für Mathematik und Physik gestellt wurde, blieb erfolglos. Am 1. Juni 1958 wurde Stintzing schließlich auf Empfehlung der TH u. a. von Otto Scherzer emeritiert.
Stintzing war seit 1929 mit Frieda geb. Keferstein (1899–1989) verheiratet. Aus der Ehe gingen vier Kinder hervor, ein Sohn, Conrad, und drei Töchter – darunter Irmgard Stintzing und Maja D. Reid, geb. Stintzing, Professorin an der California State University, Northridge (CSUN). Hugo Stintzing starb im Alter von 82 Jahren, er ist auf dem Alten Friedhof begraben.

## Werke
- 1914: Der Einfluss des Lichts auf kolloide Systeme, Dissertation, Dresden u. a.
- 1923: Röntgenographisch-chemische Untersuchungen, Habilitationsschrift, Leipzig.
- 1931: Chemische Materialprüfung durch Röntgenstrahlen, Gießen.